# Comuna Mădăras, Bihor
Mădăras (în maghiară: Madarász) este o comună în județul Bihor, Crișana, România, formată din satele Homorog, Ianoșda, Mădăras (reședința) și Mărțihaz.

## Așezare
Comuna Mădăras este situată în sud-estul județului Bihor, la o distanță de 37 km de Municipiul Oradea și 5 km de Salonta, granița cu Ungaria.
Teritoriul comunei este unul de câmpie, străbătut de pârâul Oprei și canalul colector dintre Crișul Repede și Crișul Negru. Câmpia este fragmentată de o serie de văi denumite de localnici „corhana”, „văi” sau „velj”.Din punct de vedere geologic acestea văi reprezintă fundul lacului panonic, umplut la începutul cuaternarului cu aluviuni diferite: „Veljul Mare”, „Veljul Negreștilor” (Ianoșda), Valea Oprea (Homorog), Valea Corhana (Mădăras).

## Istorie
Mădăras a fost menționat pentru prima dată în 1291 ca „Madaraz”. Satul a fost fondat la sfârșitul perioadei Árpádiene. Numele provine de la observatorii regali de păsări (maghiară: „madár” pentru pasăre). 
La începutul secolului al XX-lea, Mădăras aparținea districtului Salonta, din Comitatul Bihor. 
Nu există nume de străzi în Mădăras, așa că fiecare casă este numerotată, până la 400 inclusiv; astfel, Strada Principală este dată drept nume de stradă pentru tot Mădărasul.

## Demografie
Componența etnică a comunei Mădăras
     Români (79,66%)
     Romi (7,1%)
     Slovaci (6,2%)
     Maghiari (3,65%)
     Alte etnii (0,5%)
     Necunoscută (2,89%)
Componența confesională a comunei Mădăras
     Ortodocși (77,14%)
     Romano-catolici (8,66%)
     Penticostali (4,01%)
     Baptiști (3,85%)
     Reformați (2,32%)
     Alte religii (0,73%)
     Necunoscută (3,28%)
Conform recensământului efectuat în 2021, populația comunei Mădăras se ridică la 3.014 locuitori, în creștere față de recensământul anterior din 2011, când fuseseră înregistrați 2.828 de locuitori. Majoritatea locuitorilor sunt români (79,66%), cu minorități de romi (7,1%), slovaci (6,2%) și maghiari (3,65%), iar pentru 2,89% nu se cunoaște apartenența etnică. Din punct de vedere confesional, majoritatea locuitorilor sunt ortodocși (77,14%), cu minorități de romano-catolici (8,66%), penticostali (4,01%), baptiști (3,85%) și reformați (2,32%), iar pentru 3,28% nu se cunoaște apartenența confesională.

## Politică și administrație
Comuna Mădăras este administrată de un primar și un consiliu local compus din 11 consilieri. Primarul, Eugen David[*], de la Partidul Național Liberal, este în funcție din octombrie 2020. Începând cu alegerile locale din 2024, consiliul local are următoarea componență pe partide politice:
|  | Partid                                                  | Consilieri | Componența Consiliului | Componența Consiliului | Componența Consiliului | Componența Consiliului | Componența Consiliului | Componența Consiliului | Componența Consiliului | Componența Consiliului |
|  | ------------------------------------------------------- | ---------- | ---------------------- | ---------------------- | ---------------------- | ---------------------- | ---------------------- | ---------------------- | ---------------------- | ---------------------- |
|  | Partidul Național Liberal                               | 8          |                        |                        |                        |                        |                        |                        |                        |                        |
|  | Partidul Social Democrat                                | 2          |                        |                        |                        |                        |                        |                        |                        |                        |
|  | Uniunea Democratică a Slovacilor și Cehilor din România | 1          |                        |                        |                        |                        |                        |                        |                        |                        |

## Atracții turistice
- Ștrandul termal cu trei bazine din Mădăras

- Biserica Nașterea Maicii Domnului din Homorog
- Muzeul de icoane din Homorog înființat  în perioada  1970 -1973 cu ajutorul preotului paroh Nemeș Gheorghe.
- Monumentul Eroilor de la Homorog, înălțat în anul 1996 din marmură albă și neagră.
- Sediul UDSCR (Uniunea Democratică a Slovacilor și Cehilor din România ) este amenajat ca o casă muzeu cu obiecte, icoane,  port popular slovac, în stilul tradițional  al etnicilor slovaci.

## Personalități
Teodor Neș , (26 martie 1891, Mădăras, județul Bihor – 29 mai 1975, București), pedagog și publicist 
- Fondator și președinte al „Universității libere Emanuil Gojdu” din Oradea – între anii 1925–1932;
- Președinte al „Astrei” Bihor între anii 1930–1935;
- Vicepreședinte și mai apoi președinte al Casei Naționale a Județului Bihor între anii 1934–1937;
- Membru activ al „Astrei” – secția științe naturale în anul 1923;
- Președinte al societății de filozofie din Oradea – alcătuită din profesori de filozofie și pedagogie din cadrul școlilor din Oradea. În anul 1964 Teodor Neș a primit titlul de Profesor Emerit.

Teodor Neș, Romul Buzilă, Ioan Teorean din Mădăras și Nicolae Costa din Homorog participanți  la Marea Adunare Națională de la Alba Iulia 1918